# Venon (Eure)
Venon es una comuna francesa situada en el departamento de Eure, en la región de Normandía.

## Demografía
| 135 | 148 | 193 | 254 | 260 | 276 | 405 |
| Para los censos de 1962 a 1999 la población legal corresponde a la población sin duplicidades (Fuente: INSEE [Consultar]) |     |     |     |     |     |     |

## Historia
La población aparece citada por primera vez entre los señoríos de la Abadía de Saint-Ouen, en Ruan, como fundada en 1011 por Roger d'Ivry, copero de Guillermo el Conquistador.

## Lugares y monumentos
- Iglesia de Saint-Saturnin, edificada a finales del siglo XVIII y principios del XX. Custodia un sagrario del siglo XVII y un retablo significativo.[3]